# Aeroportul Şırnak
Aeroportul Şırnak (IATA: NKT, ICAO: LTCV) este un aeroport din İdil, Provincia Șırnak, Turcia ce deservește zona Provincia Șırnak. Aeroportul a fost tranzitat în 2022 de 288.586 de pasageri. A fost numit după zona deservită.
Situat la o altitudine de 621 m, aeroportul dispune de o singură pistă. Este operat de General Directorate of State Airports (Turkey)⁠(d).